# フランシス・シュロス
フランシス・コーウェルズ・シュロス (Frances Cowells Schroth、1893年4月11日 - 1961年10月6日) はアメリカの競泳選手。オリンピックで金メダルを獲得し、世界記録を保持していたこともある。1920年のアントワープオリンピックにアメリカ代表で出場した。マーガレット・ウッドブリッジ、アイリーン・ゲスト、エセルダ・ブレーブトリーとともに出場した4 × 100m自由形リレーで1位となり金メダルを獲得した。その時のタイム5分11秒6は世界記録を更新した。個人では100m自由形で1分17秒2、300ｍ自由形で4分52秒0のタイムを出し、ともに銅メダルを獲得した。
オハイオ州トレド生まれ。夫は1924年のオリンピックにおいて水球で銅メダルを獲得しているジョージ・シュロス。

## さらに見る
- オリンピックの競泳競技・女子メダリスト一覧